# Matěj Balcar
Matěj Balcar (* 30. dubna 1991 Praha, Československo) je český režisér, dramatik, scenárista, producent a příležitostný herec.

## Biografie
Je absolventem oboru režie, scenáristika a dramaturgie na Filmové akademii Miroslava Ondříčka v Písku. Během studia natočil několik krátkometrážních filmů oceněných na festivalech v Česku i zahraničí. Za zmínku stojí především jeho absolventský film Podoba lásky, který byl nominován na cenu Magnesia Český lev 2013 za nejlepší studentský film. Kromě filmu se věnuje reklamě a divadlu. Od roku 2016 je spolumajitelem filmové a reklamní produkce Demopictures v.o.s., kde působí jako režisér, scenárista a producent. Za nadační spot Obědy pro děti získal Zlatou medaili na EFFIE 2015 Česká republika. V divadle debutoval o rok dříve komedií Tři v tom, která ho přivedla do Divadla Na Jezerce. Tam působí až dodnes a ve spolupráci s Janem Hrušínským vytvořil řadu velice úspěšných představení. Je autorem a režisérem oceňovaných dramatizací knihy Timura Vermese Už je tady zas (Divadlo Na Jezerce, Divadlo F.X.Šaldy, Divadlo Vimperk) a filmu Paola Genoveseho Naprostí cizinci (Divadlo Na Jezerce) a autorem divadelního hitu, komedie Pánský klub (Divadlo Na Jezerce a ČT ART), která se stala podkladem pro jeho celovečerní filmový debut z roku 2022. Ve stejném roce uvedl i svou druhou autorskou hru, Občan první jakosti (nominace na cenu divadelní kritiky pro Poprvé uvedenou českou hru roku 2022), po které následovala komedie Mnoho povyku pro lajk (2023), která pro svou aktuálnost a břitký humor sklidila výborné kritiky, a tragikomedie Podivný flám (2025). Mimo DNJ Matěj působil i v Divadlech Hybernia a Hudebním divadle Karlín, kde režíroval muzikál Alenka v kraji zázraků / Alenka v říši divů a u divadelního spolku Diva-ženy, se kterým připravil satirickou komedii Mediální pakáž aneb Dreamjob (2018) uváděnou v pražském Rock café.

Matěj je manželem herečky Kristýny Hrušínské, se kterou má syny Vojtěcha (* 2017) a Jakuba (* 2022).

## Dílo

#### Divadlo
- Podivný flám - autor, režisér (Divadlo Na Jezerce, 2025)
- To je vražda, zařvala! - autor (hra dosud nebyla premiérována, 2024)_zdroj DILIA
- Mnoho povyku pro lajk – autor, režisér (Divadlo Na Jezerce, 2023)
- Alenka v říši divů – režisér (Hudební divadlo Karlín, 2022)
- Občan první jakosti – autor, režisér (Divadlo Na Jezerce, 2022)
- Naprostí cizinci – autor adaptace, režisér (Divadlo Na Jezerce, 2020)
- Pánský klub – autor, režisér (Divadlo Na Jezerce, 2019)
- Mediální pakáž aneb dreamjob – režisér (Rock café, 2018)
- Už je tady zas – autor adaptace, režisér (Divadlo Na Jezerce, 2017)
- Alenka v kraji zázraků – režisér (Hybernia, 2016)
- Tři v tom – režisér (Divadlo Na Jezerce, 2015)

#### Film a TV
- Občan první jakosti (202?) - režisér, scenárista, herec, producent
- Call (2026) - režisér, scenárista, producent
- Občan první jakosti (2024) divadelní záznam ČT ART - režisér, autor
- Pánský klub (2022) – režisér, scenárista, herec, koproducent
- Volavka a Mrchožrouti (2022) - režisér, scenárista, herec, koproducent
- Pánský klub (2021) divadelní záznam ČT ART - režisér, autor, herec
- Podoba lásky (2013) – režisér, scenárista, herec, producent
- Podivný flám (2012) – režisér, scenárista, herec, producent
- Marnost nade vše (2012) – režisér, scenárista, herec, producent

#### Reklama a videoklipy
- TV OZP Skinvision (2024) - režisér, producent, herec
- Felix a Felix Slováčkovi (2024) - režisér, scenárista, producent
- František Zeman - Děvčata (2024) - režisér, scenárista
- TV OZP (2023) - režisér, producent, herec
- František Zeman - Otevřená srdce (2022) - režisér, scenárista
- TV Pfizer FSME-IMUN (2022) - režisér, kreativa, producent
- TV spot Spojenci pro Evropu 2019 (TOP09, STAN a LES) – režisér, kreativa, producent
- Dáša Zázvůrková - Kloboučky pampelišek - režisér, scenárista, vedoucí produkce
- TV spot Obědy pro děti (2014) – režisér